# Vukmir Zlatonosović
Vukmir Zlatonosović (en serbio: Вукмир Златоносовић; fallecido en 1424) fue un duque de la aristocrática familia Zlatonosović que gobernó la región de Usora en el Reino de Bosnia.
Participó en la conspiración de Sandalj Hranić y el rey Esteban Ostoja contra el príncipe Pavle Radinović durante una cacería en Parena Poljana en 1415, en la que Pavle resultó herido de muerte. Según el plan conspirativo, el pueblo de Olovo debería haber sido entregado a Vukmir, pero eso no sucedió.
A principios de 1424, Sandalj Hranić pidió ayuda a la gente de Dubrovnik para enviar un médico a Vukmir. La solicitud se repitió una vez más en octubre, y la gente de Dubrovnik asumió los gastos de doscientos perpers, que eran necesarios para el tratamiento. Desde entonces, Vukmir no se menciona en los registros y se considera que murió ese mismo año.